# Baia di Corea
Baia di Corea (서조선만, (西朝鮮灣, Sŏchosŏn-man in Corea del Nord, 서한만, 西韓灣, Seohan-man, in Corea del Sud, e 朝鲜湾S, Cháoxiǎn wānP in Cina) è uno dei nomi per il golfo che si trova fra il lato nord-occidentale della penisola coreana, il P'yŏngan Settentrionale, e la penisola di Liaodong in Cina. Fa parte del Mar Giallo e collega parte della Cina a parte della Corea del Nord. Non va confusa con il golfo di Corea, che si trova dalla parte opposta (est) della penisola coreana. La baia di Corea è infatti anche nota come baia di Corea Occidentale.
Essa è separata del mare di Bohai dalla penisola di Liaodong, con Dalian nel suo punto estremo meridionale.
Il fiume Yalu, che segna il confine tra Cina e Corea del Nord, sfocia nella baia di Corea tra Dandong (Cina) e Sinŭiju (Corea del Nord).